# マティアス・オサドクスク
マティアス・オサドクスク（Matías Osadczuk、1997年5月22日 - ）は、アルゼンチンのラグビー選手。

## プロフィール
- アルゼンチン・ブエノスアイレス出身[1]。
- ポジションはフルバック(FB)。
- 身長 191cm、体重 91kg
- U20アルゼンチン代表に選ばれたことがある[2]。

## 略歴
2021年、東京五輪の7人制アルゼンチン代表に選ばれ、銅メダルを獲得した。
2024年、パリ五輪の7人制アルゼンチン代表に選ばれた。